# Remigio Medina Neira
Remigio Medina Neira (Cañete, 9 de marzo de 1873-Santiago, 22 de junio de 1946) fue un abogado y político chileno, miembro del Partido Radical (PR). Se desempeñó como diputado, senador, y ministro de Estado de su país, durante los gobiernos de los presidentes Arturo Alessandri y Juan Antonio Ríos.

## Familia y estudios
Nació en la comuna chilena de Cañete el 9 de marzo de 1873, hijo de Remigio Medina y Rosario Neira Realizó sus estudios primarios en el Liceo de Lebu y los secundarios en el Liceo de Concepción. Continuó los superiores en el Curso Fiscal de Leyes de Concepción (actual Facultad de Derecho de la Universidad de Concepción), jurando como abogado el 28 de noviembre de 1898. Su tesis de grado se tituló Algunas cuestiones sobre arbitrios.
Se casó en dos oportunidades, primero con María Medina Acuña, con quien tuvo dos hijos: Sergio y Liliana; y en segundas nupcias con Emilia Romero, con quien tuvo un hijo, Pedro Julio, quien fuera diputado durante dos periodos legislativos consecutivos, desde 1945 hasta 1953.

## Carrera profesional
Se dedicó a ejercer su profesión libremente, fue secretario judicial y notario público de Cañete. Por algún tiempo ejerció en la ciudad de Temuco.
Entre otras actividades, fue miembro del Club Social de Temuco y del Club de Septiembre, así como también, de otras instituciones sociales y deportivas de Santiago y Temuco.

## Carrera política
En el ámbito político, se incorporó a las filas del Partido Radical (PR) en 1892. Ocupó el puesto de vicepresidente y presidente de la Junta Central de la colectividad entre 1915 y 1924.

### Diputación y ministro de Guerra y Marina
En las elecciones parlamentarias de 1915, postuló como candidato a diputado por Arauco, Lebu y Cañete, resultando electo para el período legislativo 1915-1918. Luego, obtuvo la reelección diputacional dos veces consecutivas: 1918-1921 y 1921-1924; integrando en su gestión las comisiones de Elecciones (1915-1921) y de Guerra y Marina, de la cual fue su presidente entre 1921 y 1924. Además, durante el ejercicio de este último período, actuó como presidente de la Cámara de Diputados entre el 5 de junio y el 10 de julio de 1923.
Paralelamente, el 17 de agosto de 1921, fue  nombrado por el presidente liberal Arturo Alessandri como ministro de Guerra y Marina, cargo que ejerció hasta el 3 de noviembre de ese año. En el desempeño de esa función, le correspondió solucionar el conflicto sobre el trabajo de las Redondillas en las faenas marítimas y la compra por parte del Fisco del Ferrocarril de Lebu a Los Sauces.

### Senaturía
Seguidamente, en las elecciones parlamentarias de 1924, postuló nuevamente como candidato, pero a senador por Arauco, resultando electo para el período 1924-1930. Sin embargo, no logró finalizar su período debido a la disolución del Congreso Nacional el 11 de septiembre de 1924, mediante un decreto de la Junta de Gobierno instaurada tras un golpe de Estado. Una vez recuperada la institucionalidad en 1925, postuló a la reelección senatorial en las elecciones parlamentarias, pero en representación de Arauco, Malleco y Cautín, obteniendo el escaño para el período de 1926-1930 y, en segunda ocasión, en el llamado Congreso Termal, la reelección para el período 1930-1938. No obstante, al igual que la vez anterior, el 6 de junio de 1932 fue nuevamente disuelto el Congreso Nacional, mediante un decreto de la Junta de Gobierno presidida por el socialista Carlos Dávila.

### Ministro de Agricultura y nuevamente diputación
Con ocasión de la segunda administración del presidente Arturo Alessandri, el 12 de septiembre de 1936, fue nombrado ministro de Agricultura, ejerciendo la titularidad hasta el 22 de octubre de dicho año.
A continuación, en las elecciones parlamentarias del año siguiente, postuló otra vez como candidato a diputado por Arauco, Lebu y Cañete (18.ª Agrupación Departamental), resultando electo para el período 1937-1941. En su gestión integró las comisiones de Gobierno Interior, de Agricultura y Colonización y de Policía Interior.
El 2 de abril de 1942, fue llamado al gobierno por el presidente Juan Antonio Ríos, siendo nombrado nuevamente como ministro de Agricultura, repartición en la que sirvió hasta el 11 de agosto del mismo año. Tras dejar el gabinete, fue designado presidente de la Compañía de Electricidad.
Con posteridad, en 1946, fue nombrado miembro del Tribunal Calificador de Elecciones, responsabilidad que fungió hasta su fallecimiento, acaecido en Santiago de Chile el 22 de junio de 1946, a los 73 años.